# اللغة القسطانية
اللغة القسطانية أو اللغة الأوكسيتانيّة (بالقسطانية: occitan، وتُقرأ «أُتسِتا») لغة لاتينية يُتحدّث بها في الثلث الجنوبي لفرنسا، والوديان القسطانية في إيطاليا، ووادي أران في إسبانيا، وموناكو.
لهجات من القسطانية هي أوفيرني، غاسقون، لانغدوك و، ليموزين، بروفانس وجبال الألب.

## التسمية
اسم اللغة مشتق من الاسم اللاتيني lingua occitania اللذي هو مشتق من الاسم "langues d'oc" (لغات أوك)، مقابل لغات أويل langues d'oïl، وكلمة oc تعني "نعم" في لغات أوك و"oïl" تعني "نعم" في لغات أويل.

## التوزيع الجغرافي

### المجال القسطاني
تشمل مساحة انتشار اللغة القسطانية 33 إقليما في الجنوب الفرنسي، 14 وادياً قسطانيًا في إيطاليا، وادي أران في إسبانيا، وموناكو.

### القسطانية في العالم
عاشت جماعات ناطقة بالقسطانية في أنحاء أخرى من العالم. وارتبط وجودها بهجرة البروتِستَنْتِيين من فرنسا، والاستعمار الفرنسي، والهجرة نحو العالم الجديد، وحتى الحملات الصليبية.

## أثر اللغة العربية
تأثَّرت اللُغة القسطانيَّة بِاللُغة العربيَّة بِشكلٍ واضح، فظهرت كلماتٌ في المُعجم القسطاني، والفرنسي إلى حدٍ ما، من شاكلة drogoman أي «تُرجُمان»، وما زال يُقالُ حتَّى اليوم على سبيل المِثال: par le truchement de أي «من خِلال كذا»، وكذلك charabia المُشتقة من «شَرَح»، كما سُميت بعض المُدن والمناطق بِأسماء عربيَّة من شاكلة بلدة راماتويال Ramatuelle المُشتق اسمها من «رحمة الله»، و Saint-Pierre de l'Almanarre المُشتق اسمُها من «المنارة». تركت الغزوات والفُتُوحات الإسلاميَّة أثرًا كبيرًا في فرنسا بقي ماثلًا في الذهن طيلة قُرُون، ويذكر المُستشرق الفرنسي جوزيف توسان رينو هذا بِقوله:
| اللغة القسطانية | إنَّ ذكرى الغزوات النورمانيَّة والمجريَّة لا تُوجد إلَّا في الكُتُب. ولكن ما السِّر في أنَّ ذكرى العرب ما زالت ماثلةً في جميع الأذهان؟ لقد ظهر العربُ في فرنسا قبل النورمان والمجر، واستطالت إقامتهم بعد الغزوات النورمانيَّة والمجريَّة، وإنَّ غزوات العرب الأُولى ليطبعها طابعٌ من العظمة، حتَّى أننا لا نستطيع أن نتلو أخبارها دون تأثُّر. ذلك لأنَّ العرب دون النورمانيين والمجر، ساروا مدى آماد في طليعة الحضارة، ثُمَّ إنهم لبثوا بعد أن غادروا أرضنا موضع الرَّوع في شواطئنا، وأخيرًا لِأنَّ المعارك التي اضطلعوا بها أيَّام الصليبيين في إسپانيا وإفريقية وآسيا، أسبغت على اسمهم بهاءً جديدًا، بيد أنَّ هذه العوامل كُلُّها قد لا تكفي لِتعليل المكانة العظيمة التي يتبوأُها الاسمُ العربيُّ في أوروپَّا وفي أذهان المُجتمع الأوروپيّ. أمَّا السبب الحقيقي لِهذه الظاهرة المُدهشة، فهو الأثر الذي بثَّتهُ قصص الفُروسيَّة في العُصور الوُسطى، وهو أثر لا يزال ملموسًا إلى يومنا. | اللغة القسطانية |